# Système électrique de la Guyane
La Guyane fait partie des zones non interconnectées au réseau métropolitain continental français (ZNI) qui disposent d’une législation spécifique concernant la production et la distribution d’électricité. Étant électriquement isolées, ces zones doivent produire elles-mêmes l’énergie qu’elles consomment.
Contrairement aux autres départements d'Outre-mer, la Guyane est peu dépendante des énergies fossiles, qui ne constituent que le tiers du mix électrique local, grâce à un potentiel naturel important en matière d’énergies renouvelables, surtout d'hydroélectricité.

## Spécificité
Contrairement aux autres départements d'Outre-mer, la Guyane est peu dépendante des énergies fossiles, qui ne constituent que le tiers du mix énergétique local, grâce à un potentiel naturel important en matière d’énergies renouvelables. En effet, les cours d'eau importants sont propices à la production hydroélectrique, qui couvre les deux tiers des besoins, essentiellement par le barrage de Petit-Saut. Cependant le mix électrique guyanais varie fortement en fonction de la pluviométrie, et la part du thermique est nettement plus importante lors des années de faibles précipitations : en 2005, la production d’origine hydroélectrique fut de 50 % alors qu’elle représente habituellement environ 60 % du mix électrique du département ; d’autres moyens de production doivent être mis en place pour répondre à la croissance démographique et aux impératifs environnementaux.

## Moyens de production

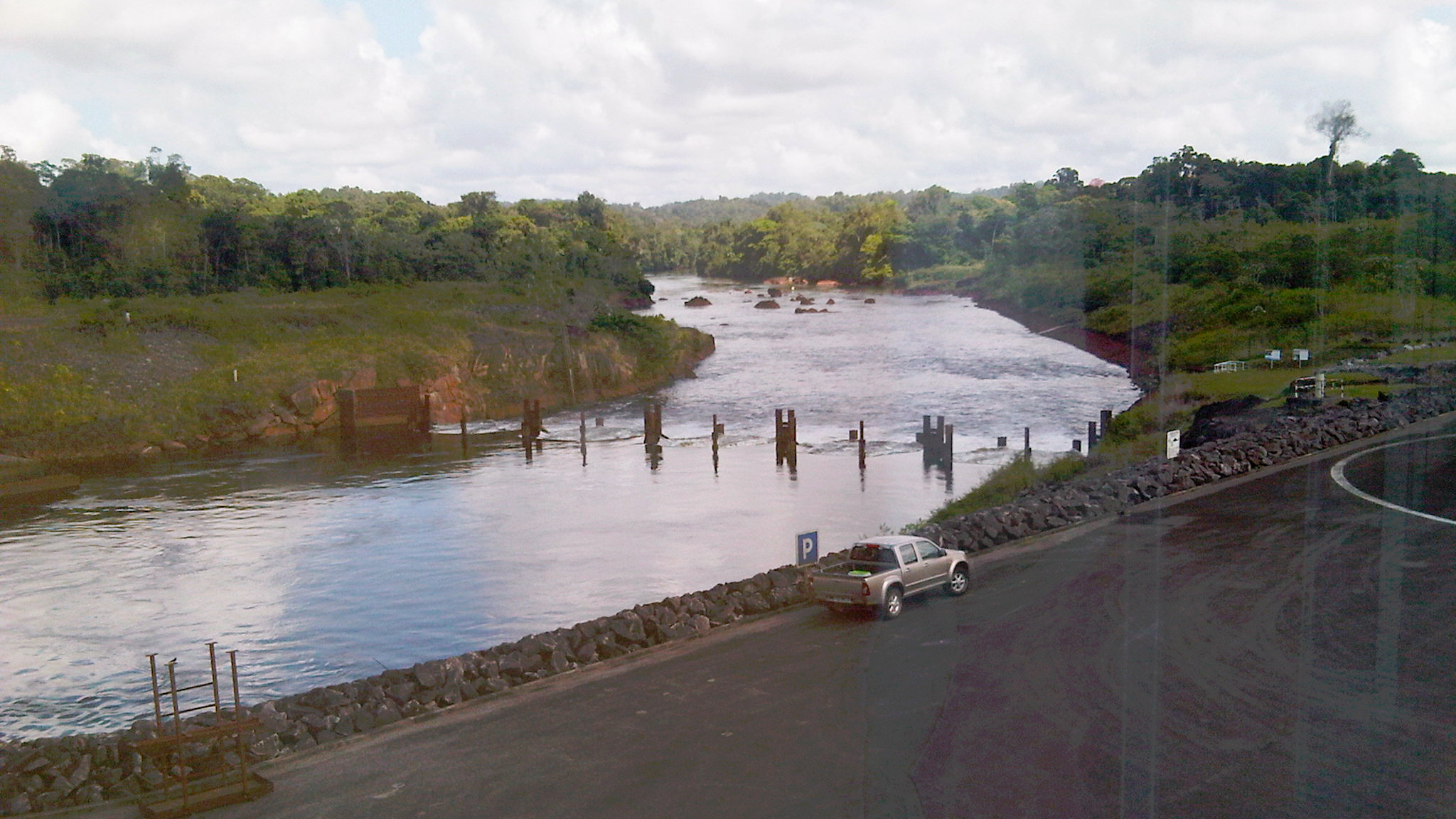
Système d'oxygénation des eaux en aval du barrage de Petit-Saut.

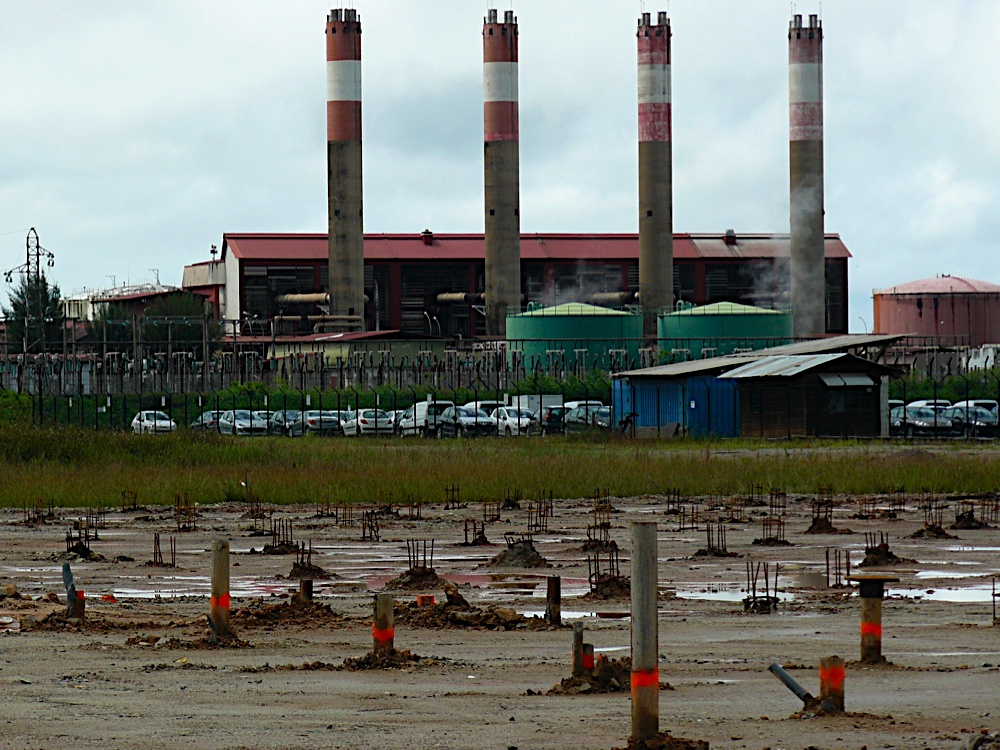
Centrale Diesel de Dégrad des Cannes, en 2008.

Le parc de production de la Guyane comprend, :
Centrales à énergies renouvelables :
- le barrage de Petit-Saut (115 MW), mis en service en 1994, assure en moyenne deux tiers de la production d'électricité du département ;
- la petite centrale hydroélectrique de Saut-Maripa (1,3 MW) alimente Saint-Georges-de-l'Oyapock ;
- la centrale de biomasse Voltalia[3] de Kourou (1,7 MW) ;
- la centrale hydroélectrique fil de l'eau Voltalia[3] sur la Mana (4,5 MW) ;
- de petites centrales solaires comme à Saül et Kaw.
- la centrale photovoltaïque de 5 MWc, baptisée Toucan, mise en service début 2015 par EDF Énergies Nouvelles sur la commune Montsinéry-Tonnégrande, à une trentaine de kilomètres à l'ouest de Cayenne. L'installation est composée de 55 000 modules couche mince au tellurure de cadmium (CdTe) de First Solar et associée à des batteries sodium-chlorure de nickel d'une capacité de 4,5 MWh. Toucan fait partie de l'appel d'offres CRE 1 de 2012, qui incluait un volet stockage pour les zones non interconnectées[4].

Centrales Diesel :
- la centrale EDF de Dégrad des Cannes, dans le port du même nom, à Remire-Montjoly, fournit le réseau de Cayenne ; elle a une puissance de 112 MW, composée de neuf diesels de 8 MW unitaire et de deux turbines à combustion d’une puissance de 20 MW chacune ;
- la centrale thermique de Kourou (turbine à combustion de 22 MW) ;
- plusieurs petits moteurs Diesel à Saint-Laurent-du-Maroni et dans les villages de l'intérieur (Régina, Kaw, Grand-Santi, Apatou, Papaïchton, Maripasoula, Saint-Georges, Camopi et Ouanary).

En juillet 2017, le système électrique de la Guyane repose sur douze systèmes électriques différents. Le système électrique principal est celui du littoral, qui dessert 88 % de la population, et il existe par ailleurs onze autres systèmes électriques en service dans les communes de l’intérieur.

## Production et consommation
|                                   | 2012 | 2013 | 2014 | 2015 | 2016 | 2016  | Variation (%) | Variation (%) |
|                                   | GWh  | GWh  | GWh  | GWh  | GWh  | %     | 2016/15       | 2016/10       |
| Production d'électricité          |      |      |      |      |      |       |               |               |
| Hydraulique                       | 556  | 490  | 500  | 493  | 443  | 46 %  | -10 %         | -20 %         |
| Photovoltaïque                    | 52   | 44   | 52   | 54   | 54   | 6 %   | +0 %          | +4 %          |
| Thermique classique               | 266  | 349  | 359  | 377  | 460  | 48 %  | +22 %         | +73 %         |
| Production totale brute           | 875  | 883  | 911  | 924  | 956  | 100 % | +3 %          | +9 %          |
| Consommation branche énergie      | 110  | 114  | 135  | 131  | 131  | 14 %  | +0 %          | +19 %         |
| Consommation finale d'électricité |      |      |      |      |      |       |               |               |
| Résidentiel                       | 290  | 300  | 299  | 308  | 320  | 39 %  | +4 %          | +10 %         |
| Tertiaire                         | 450  | 423  | 434  | 442  | 460  | 56 %  | +4 %          | +2 %          |
| Industrie, agric., transports     | 23   | 46   | 43   | 43   | 45   | 5 %   | +5 %          | +96 %         |
| Consommation finale               | 764  | 769  | 776  | 793  | 825  | 100 % | +4 %          | +8 %          |

La part prépondérante, mais fluctuante, de l'hydroélectricité (45 à 65 % selon les précipitations) est due surtout à la production de la centrale hydroélectrique de Petit-Saut.
La très forte part de la consommation du secteur tertiaire (55 %) s'explique en partie par la présence du centre spatial guyanais à Kourou.

## Réseau électrique
Le réseau électrique de la Guyane est constitué à fin 2013 de :
- 414,3 km de lignes haute tension (HTB : 90 kV) dont 1,8 km en souterrain, interconnectant les villes des régions côtières, de Cayenne à Saint-Laurent-du-Maroni, et acheminant la production de la centrale de Petit Saut,
- 1 132 km de lignes moyenne tension (HTA : 20 kV) dont 483 km en souterrain,
- 1 143 km de lignes basse tension (BT : 220 V) dont 512 km en souterrain.

EDF-SEI (Systèmes énergétiques insulaires) est l'unique opérateur de réseau en Guyane.

## Projets en cours
Divers projets sont à l’étude (biomasse, hydraulique, éolien, solaire, diesel…) pour diversifier et compléter le mix électrique guyanais. Compte tenu du dynamisme démographique de la Guyane et de l’utilisation actuellement importante des hydrocarbures coûteux et polluants, de nouveaux moyens de production électriques sont nécessaires pour la Guyane.
Un projet d’interconnexion électrique avec le Suriname voisin est également à l’étude.
L’électrification des communes de l’intérieur nécessite des solutions adaptées et durables ; le programme d’alimentation des nouvelles zones d’habitats isolés en forêt, lancé en 2009, mobilise donc plusieurs partenaires dont EDF Guyane, les collectivités locales, l'ADEME, etc ; l'objectif est d'électrifier, sur la période 2012-2015, plus de 10 « écarts », où vivent 3 000 à 5 000 personnes. Parmi les premières réalisations : l’installation à Kaw de la première centrale électrique hybride photovoltaïque/diesel au monde. D’autres devraient être bientôt construites dans les villages de Taluen, Antecum Pata, Elahé, Cayodé, Pidima sur le Haut Maroni.
Le 30 mars 2017, la programmation pluriannuelle de l’énergie (PPE) de Guyane, signée par la Ministre Ségolène Royal à Cayenne le 17 mars, est adoptée par décret. Elle prévoit une production électrique issue à 85 % des énergies renouvelables d’ici à 2023, en insistant sur le développement de la biomasse, de l’éolien et du solaire[réf. souhaitée], mais également le remplacement des moyens de production thermiques de l'île de Cayenne par une centrale au fioul ou au gaz d'une puissance de 120 MW, la centrale du Larivot, alors que la dernière centrale au fioul de l'Hexagone a fermé en 2018.
Le projet de centrale Toucan 2, en co-construction entre EDF et la mairie de Montsinéry-Tonnégrande, est annoncé en septembre 2017. En mai 2019, EDF Renouvelables et WISEED annoncent le lancement d’une campagne de financement participatif auprès des habitants de la région pour récolter des fonds en faveur de Toucan 2.
En octobre 2017, le Président de la République Emmanuel Macron appelle au déploiement des énergies vertes en Guyane, et annonce la création prochaine d’un groupement de compétences dédié à ces filières de production en lien avec l’université de Guyane et l’Agence pour la biodiversité.
La future centrale du Larivot, qui doit remplacer celle au fioul de Dégrad-des-Cannes en 2024, fonctionnerait à la biomasse liquide,. Néanmoins, l’État et EDF ne communiquent pas sur la provenance de ces agrocarburants dont l'impact carbone est controversé. Cette centrale est en cours de construction à 15 kilomètres du port pétrolier existant à Dégrad-des-Cannes, ce qui nécessite la construction d'un oléoduc qui passe dans des zones habitées. Le 24 mai 2025, le troisième moteur Diesel finlandais de Wärtsilä pour la centrale de Larivot est livré sur le site de la centrale, à moins de 10 kilomètres de Cayenne. Les deux derniers arriveront entre mai et juillet 2025. Le démarrage de la centrale est prévu en 2027. Sa puissance sera de 120 MW ; elle sera alimentée à la biomasse liquide issue de l'huile de colza : près de 50 000 tonnes d'huile par an, importées d'Europe. Un appel d'offres a été lancé pour tenter de trouver une source plus locale.

### Controverses
En février 2021, le projet de centrale du Larivot a fait l'objet de quatre recours de la part des associations environnementales France Nature Environnement et Guyane Nature Environnement, qui contestent les actes administratifs permettant la construction de cette centrale. Les associations ont formé des recours contre les arrêtés suivants: le permis de construire et l'autorisation environnementale de la centrale, ainsi que sur la déclaration d'utilité publique et l'autorisation de construire et d'exploiter de l'oléoduc. 
Le 27 juillet 2021, à l'occasion d'un cinquième recours, un référé-suspension, les travaux de construction de la centrale sont suspendus en raison d'un doute sérieux sur la légalité de l'autorisation environnementale. Faisant écho à la décision Grande-Synthe du Conseil d'Etat sur la nécessité d'agir pour limiter le réchauffement climatique, le juge retient l'incompatibilité du projet avec les objectifs de réduction des émissions de gaz à effet de serre de la France et avec la loi Littoral du fait de sa localisation . L’État et EDF ont annoncé faire appel de cette décision de justice climatique , appuyés par la Collectivité territoriale de Guyane, la CCI et la FRBTP par une tierce opposition .